# Classe Nairana
La classe Nairana (o anche classe Vindex) è stata una classe di 3 portaerei di scorta costruite per la Royal Navy durante la seconda guerra mondiale, da tre cantieri navali diversi. Come altre porterei di scorta, anche queste portaerei erano basate su scafi di navi mercantili. La terza unità, la Campania, a volte considerata come una classe a parte perché era simile ma non identica alle altre due unità (che erano due navi gemelle). La prima unità, la Nairana, dopo la seconda guerra mondiale fu ceduta alla Koninklijke Marine e divenne la Hr. Ms. Karel Doorman (QH1) tra il 1946 e il 1948.

## Navi
| Royal Navy - classe Nairana | Royal Navy - classe Nairana | Royal Navy - classe Nairana             | Royal Navy - classe Nairana | Royal Navy - classe Nairana | Royal Navy - classe Nairana    | Royal Navy - classe Nairana | Royal Navy - classe Nairana                                    |
| Nomi precedenti             | Nome                        | Nomi successivi                         | Impostata                   | Varata                      | Comm.                          | Decomm.                     | Destino                                                        |
| --------------------------- | --------------------------- | --------------------------------------- | --------------------------- | --------------------------- | ------------------------------ | --------------------------- | -------------------------------------------------------------- |
| Port Pirie                  | HMS Nairana (D05)           | Karel Doorman (1946) Port Victor (1948) | 7 novembre 1941             | 20 maggio 1943              | 12 dicembre 1943 23 marzo 1946 | 1946 28 maggio 1948         | convertita in nave mercantile nel 1948 e poi demolita nel 1971 |
| Port Sydney                 | HMS Vindex (D15)            | Port Vindex (1947)                      | 1 luglio 1942               | 4 maggio 1943               | 3 dicembre 1943                | 1947                        | convertita in nave mercantile nel 1947 e poi demolita nel 1971 |
| SS Waiwera (III)            | HMS Campania (D48)          |                                         | 11 agosto 1941              | 17 giugno 1943              | 9 febbraio 1944                | 30 dicembre 1945            | riutilizzata nel 1951-1952 e poi demolita nel 1955             |